# Longusunguis
Longusunguis ist eine ausgestorbene Gattung der Enantiornithes innerhalb der Bohaiornithidae. Der Gattungsname leitet sich vom lateinischen longus („lang“) und unguis („Klaue“) ab und bezieht sich auf die Klauen am Fuß.
Die einzig bekannte Art heißt Longusunguis kurochkini. Die Artenbezeichnung ehrt den verstorbenen Paläontologen Jewgeni Nikolajewitsch Kurotschkin, der sich vor allem mit fossilen Vögeln befasste und als weltweit führender Experte galt.
Die Benennung und Beschreibung erfolgte 2014 durch Min Wang, Zhong-He Zhou, Jingmai K. O’Connor und Nikita V. Zelenkov.

## Überreste
Das Fossil (Holotyp IVPP V17964) wurde in der Jiufotang-Formation entdeckt, welche im heutigen China liegt. Es wird auf ca. 120,3 Millionen Jahre alt geschätzt und liegt somit in der Unterkreide (Aptium). Das Exemplar besteht aus einem vollständigen und gegliederten Skelett mit Schädel. Der Holotyp wird auf einer Einzelplatte aufbewahrt und befindet sich derzeit im Institut für Wirbeltierpaläontologie und Paläoanthropologie (IVPP) in Peking.
Er ist 15 bis 20 cm groß. Knochenuntersuchungen ergaben, dass das Exemplar noch nicht die Skelettreife erreicht hatte. Der Oberkieferknochen hat eine zusätzliche Öffnung. Der etwa 34 mm lange Schädel ist nach vorne gerichtet. Er hat vier Zähne auf dem Zwischenkieferbein, von denen die vordersten kleiner sind. Im Unterkiefer befinden sich sechs Zähne. Sie sind robust, abgeflacht, dolchförmig, spitz und nach hinten gebogen. Der Pygostyl ist länger als der Mittelfuß.